# Comuna de Płoty
Płoty (polaco: Gmina Płoty) é uma gminy (comuna) na Polónia, na voivodia de Pomerânia Ocidental e no condado de Gryficki.
De acordo com os censos de 2006, a comuna tem 9517 habitantes, com uma densidade 38,6 hab/km².

## Área
Estende-se por uma área de 238,79 km².

## Demografia
Dados de 30 de Junho 2004:
|                      | Total   | Total | Mulheres | Mulheres | Homens  | Homens |
| -------------------- | ------- | ----- | -------- | -------- | ------- | ------ |
|                      | pessoas | %     | pessoas  | %        | pessoas | %      |
| População            | 9214    | 100   | 4741     | 51,5     | 4473    | 48,5   |
| Densidade (pop./km²) | 38,6    | 100   | 19,9     | 19,9     | 18,7    | 18,7   |

De acordo com dados de 2005, o rendimento médio per capita ascendia a 1773,05 zł.